# Institut chirurgical Berkendael
L'Institut chirurgical Berkendael (ou Ancien Institut chirurgical du Docteur Depage ou ancien Institut National du Sang) est un édifice de style Art nouveau géométrique, édifié par l'architecte Jean-Baptiste Dewin dans le quartier Berkendael, à Ixelles dans la Région de Bruxelles-Capitale en Belgique.
Avec cet édifice et avec la maison Bruno Schmidt (avenue Molière) Dewin donne son interprétation de la Sécession viennoise.

## Localisation
L'Institut chirurgical Berkendael est situé face à l'église Notre-Dame de l'Annonciation, au numéro 29 de la place Georges Brugmann à Ixelles, une place qui porte le nom du banquier et mécène bruxellois Georges Brugmann (1829-1900).

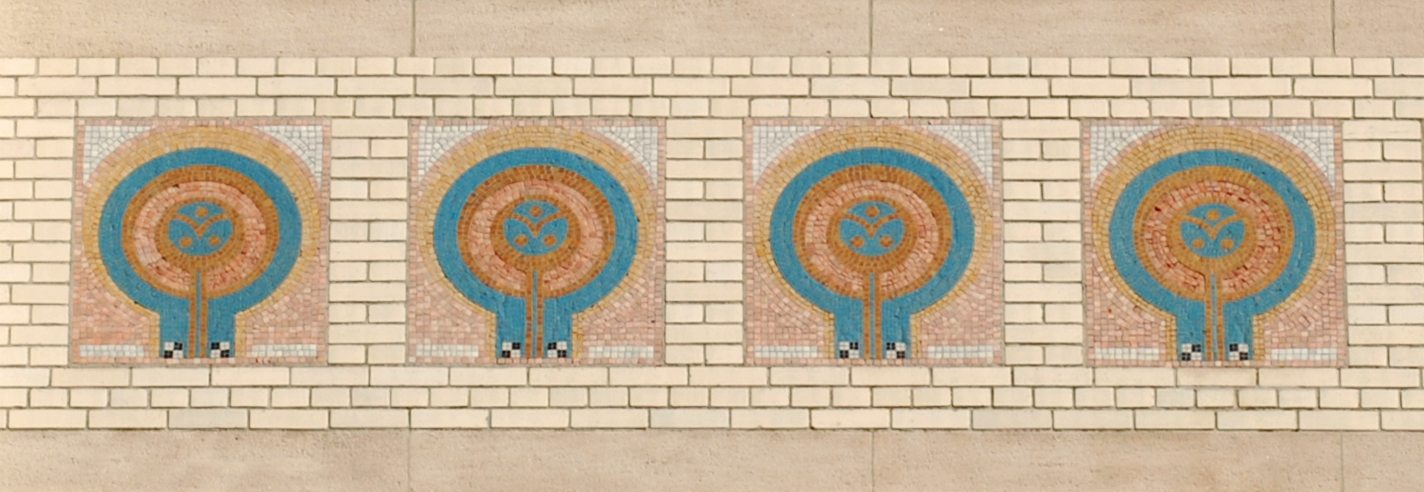
Mosaïques ornant la travée centrale.

## Historique
C'est en 1905 que Jean-Baptiste Dewin réalise cet immeuble en style Art nouveau pour le docteur Antoine Depage. La construction est assurée par les entrepreneurs J.B. & L. Postiaux.
C'est la première d'une longue série d'institutions à caractère médical - maternités, instituts médicaux, écoles médicales, instituts dentaires, homes, etc. - qui culmine avec le nouvel hôpital universitaire Saint-Pierre (1922-1935).
Plus tard, en 1926, Dewin édifie juste à côté l'Institut médico-chirurgical de la Croix-Rouge, dans un sobre style Art Déco. Après la Seconde Guerre mondiale, la Croix-Rouge de Belgique agrandit le complexe en faisant ériger des bâtiments modernistes par L. Attout (Institut national du Sang, 1949) et Jacques Wybauw (1964),.
En 2008, les bâtiments modernistes sont démolis pour être remplacés par des immeubles d'appartements.

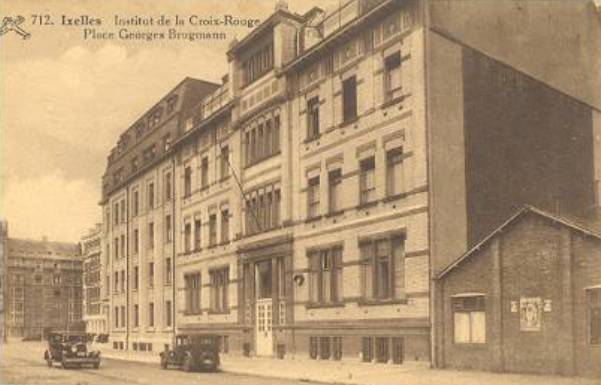
Carte postale ancienne.
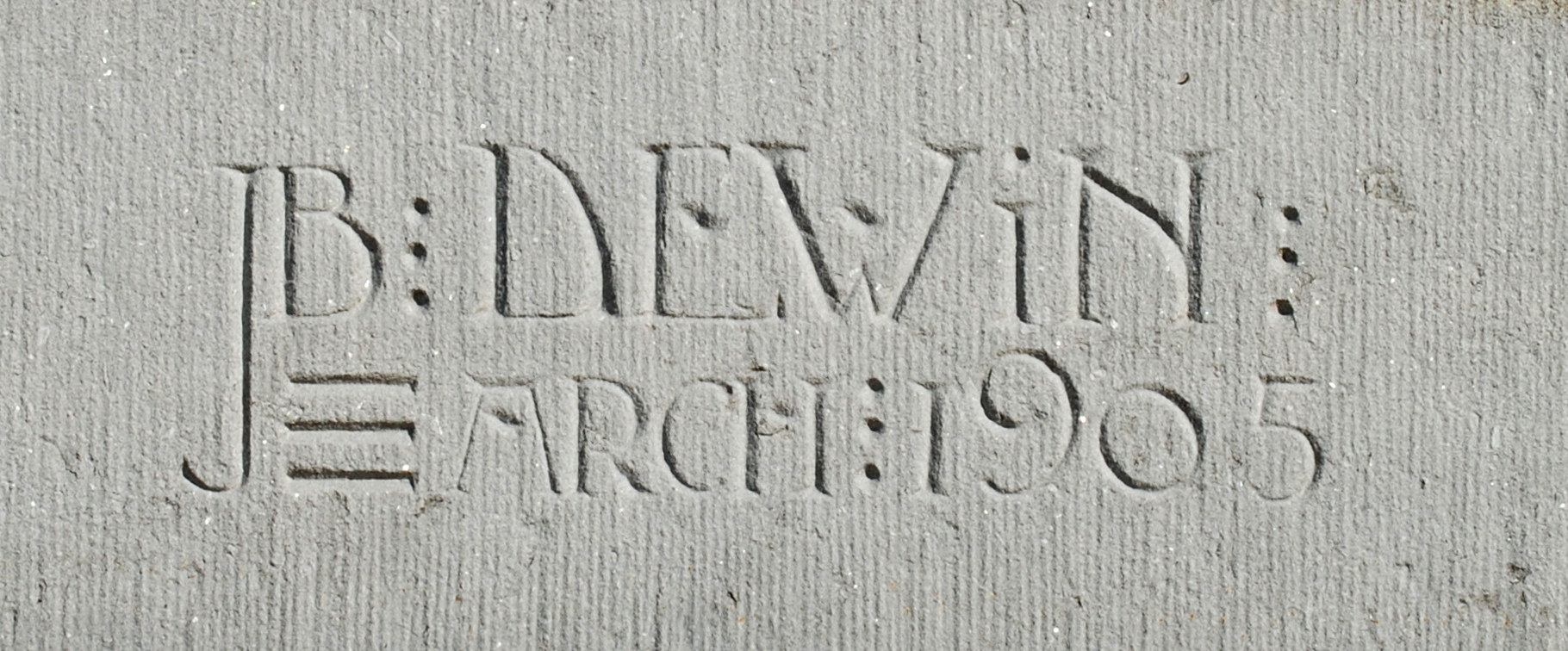
La signature de Jean-Baptiste Dewin.

## Protection
L'Ancien complexe hospitalier de la Croix-Rouge de Belgique est inscrit depuis le 16 février 2006 sur la liste de sauvegarde comme Monument sous la référence 2071-0124/0.

## Architecture
L'institut présente vers la place Brugmann une façade de trois étages en briques blanches de Silésie sur un soubassement en pierre bleue percé de fenêtres de cave protégées par des barreaux en fer forgé de style Art nouveau géométrique. La façade est signée et datée « JB Dewin Arch 1905 » en bas à droite.
La composition, hautement symétrique, comporte une travée d'accès centrale et deux ailes plus basses. 
La travée centrale intègre une porte faite de deux battants percés chacun de huit carreaux vitrés, et surmontée d'une grande fenêtre d'imposte. La porte est flanquée de deux baies rectangulaires de six carreaux vitrés chacune, également surmontées de hautes impostes. La porte et les baies qui la flanquent sont cantonnées de pilastres en pierre blanche d'Euville portant un large entablement en pierre bleue. Cet entablement légèrement cintré porte un élégant oriel (bow-window) percé de cinq fenêtres à chaque étage, entre des pilastres en briques blanches prenant appui sur des ornements en pierre blanche. La travée centrale se termine par une lucarne passante percée de cinq fenêtres à arc surbaissé, flanquée de pilastres en briques en forte saillie et soulignée par une frise de panneaux de mosaïque aux motifs floraux très stylisés typiques du style de Dewin.
Comme le décrit le site de l'Inventaire du patrimoine architectural de la Région de Bruxelles-Capitale « chaque aile est percée au rez-de-chaussée de deux fois trois baies jumelées, de deux fois deux baies jumelées au premier étage et de trois fenêtres entre des trumeaux à pilastres au dernier niveau ». Chacune des fenêtres des ailes latérales est surmontée d'un linteau en pierre blanche orné d'un arc surbaissé. La façade de chacune des ailes latérales est ornée sous la corniche de trois panneaux de mosaïque très stylisés de ton orangé, dont les motifs rappellent ceux de la travée centrale. 

La travée centrale
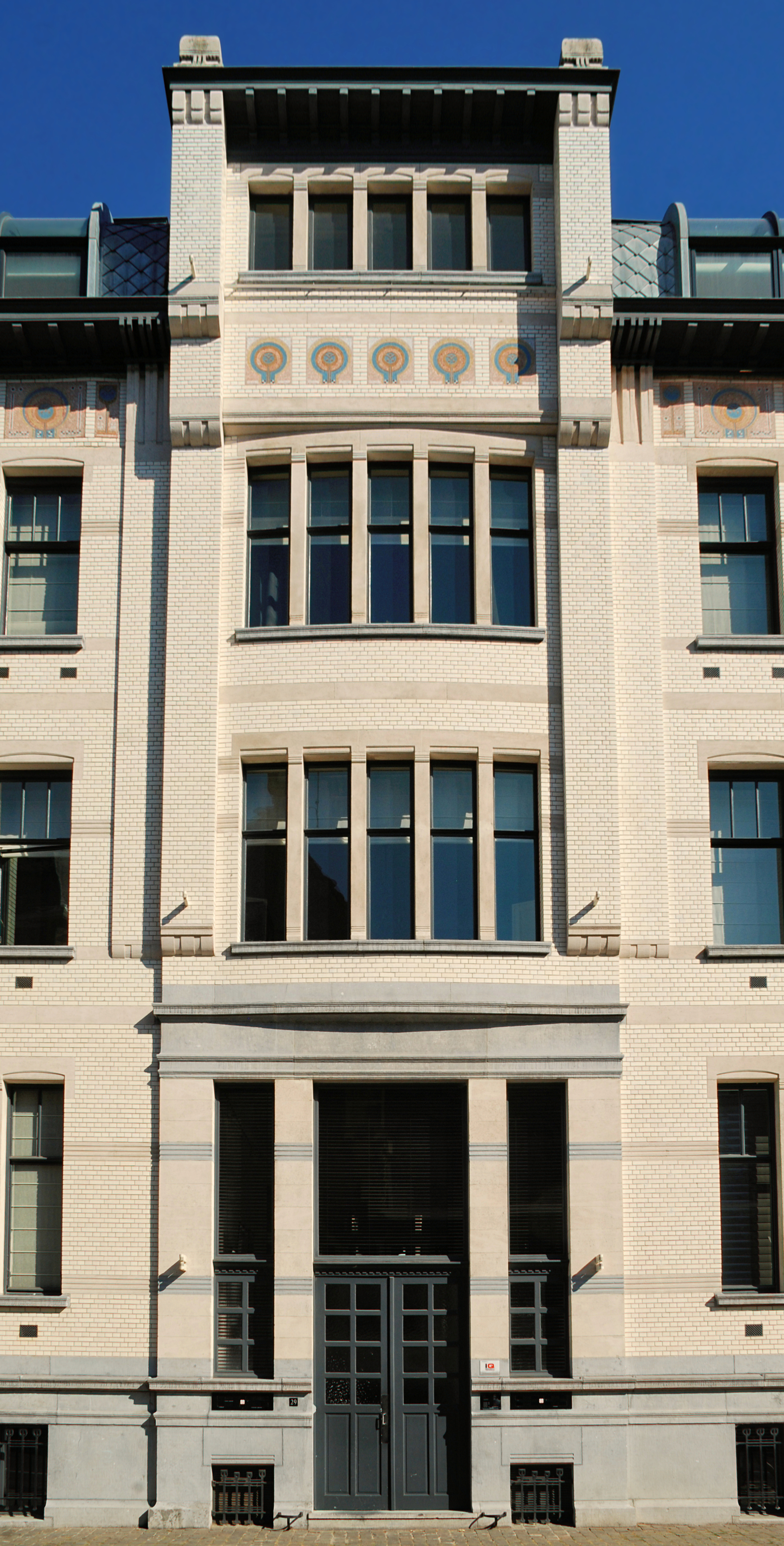
La travée centrale et son oriel.
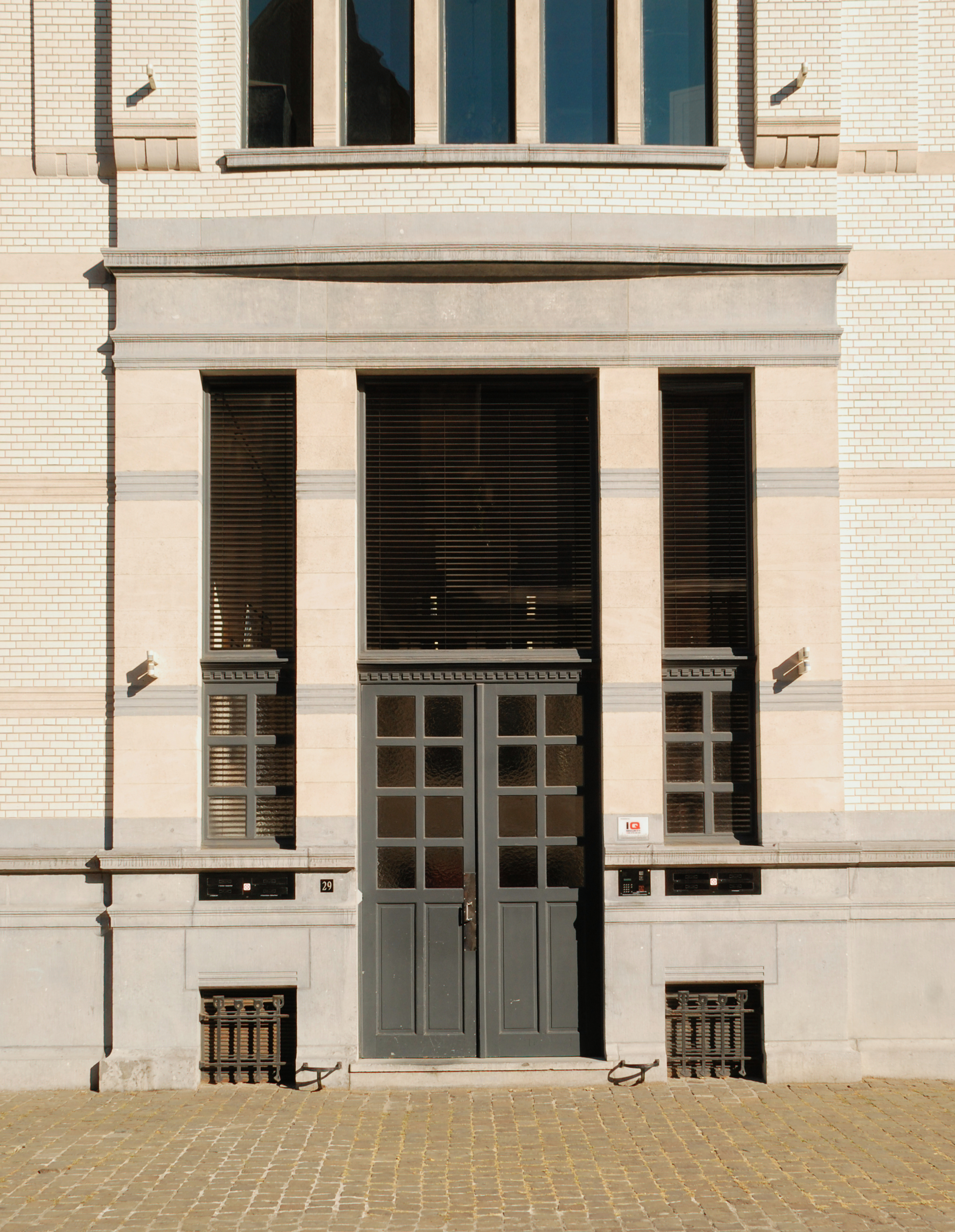
La porte d'entrée et ses hautes impostes.
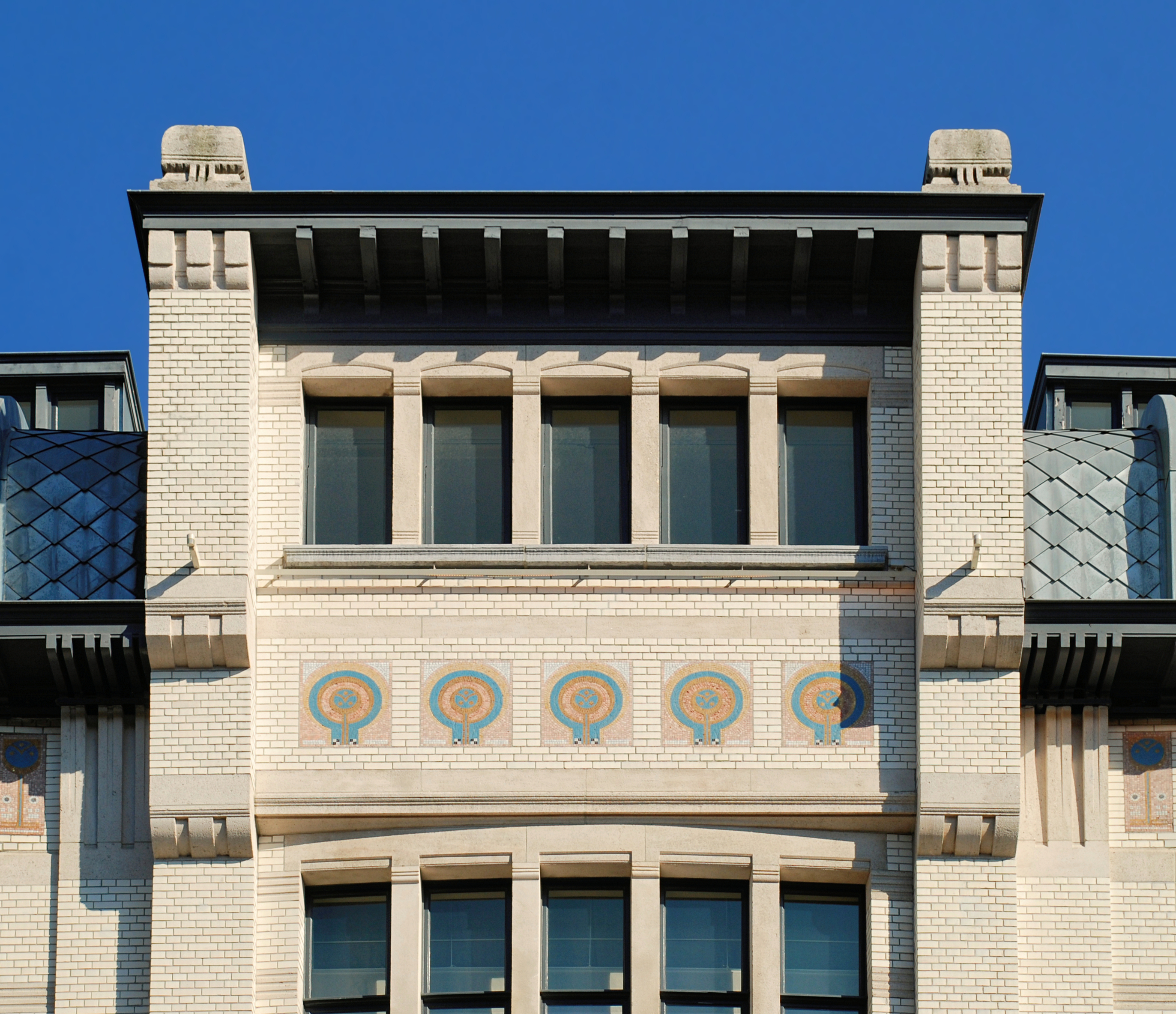
La lucarne passante et sa frise de mosaïque.